# سرطان كماني مجوبرغي
سرطان كماني مجوبرغي (الاسم العلمي: Uca mjoebergi) هو نوع من الحيوانات يتبع جنس السرطان الكماني من فصيلة السرطانات الشبحية.